# Lối chơi phi tuyến tính
Một trò chơi điện tử có lối chơi phi tuyến tính giới thiệu cho người chơi những thử thách có thể được hoàn thành theo trình tự khác nhau. Mỗi người chơi chỉ có thể tham gia (hoặc thậm chí gặp phải) một số thử thách có thể, và những thử thách tương tự có thể được chơi theo thứ tự khác nhau. Ngược lại, trò chơi điện tử có lối chơi tuyến tính sẽ thử thách người chơi với một chuỗi cố định: mọi người chơi phải đối mặt với mọi thử thách và phải vượt qua chúng theo thứ tự.
Một trò chơi phi tuyến tính sẽ cho phép người chơi tự do hơn so với một trò chơi tuyến tính. Ví dụ: một trò chơi phi tuyến tính có thể mở ra nhiều chuỗi để kết thúc trò chơi, một sự lựa chọn giữa các con đường dẫn đến chiến thắng, các loại chiến thắng khác nhau hoặc phụ tùy chọn - nhiệm vụ phụ và tình tiết phụ. Một số trò chơi có cả yếu tố tuyến tính và phi tuyến tính, một số trò chơi cung cấp chế độ sandbox cho phép người chơi khám phá môi trường trò chơi thế giới mở độc lập với các mục tiêu chính của trò chơi, nếu có bất kỳ mục tiêu nào.
Một trò chơi phi tuyến tính tuyệt đối đôi khi được mô tả là kết thúc mở hoặc một sandbox và có đặc điểm là cho phép người chơi đo lường tiến độ thông qua các mục tiêu tự xác định, không phụ thuộc vào các yếu tố chơi theo kịch bản.

## Thiết kế màn chơi

Bản đồ tái tạo "E1M7: Computer Station" từ trò chơi bắn súng hành động Doom

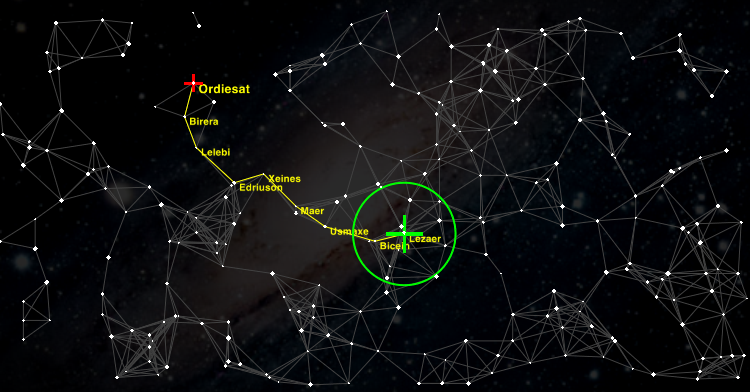
Bản đồ thương mại thiên hà của trạn giao dịch không gian và mô phỏng chiến đấu, Oolite.

Cấp độ hoặc thế giới trò chơi có thể là tuyến tính, phi tuyến tính hoặc tương tác. Trong một trò chơi tuyến tính, chỉ có một con đường và người chơi phải đi qua từng màn chơi, tuy nhiên, trong các trò chơi có lối chơi phi tuyến tính, người chơi có thể phải quay lại các địa điểm hoặc chọn từ nhiều con đường để hoàn thành màn chơi.
Cũng như các yếu tố trò chơi khác, thiết kế màn chơi tuyến tính không phải là tuyệt đối. Trong khi một màn chơi phi tuyến có thể cho phép người chơi tự do khám phá hoặc quay lại, có thể có một chuỗi các thử thách mà người chơi phải giải quyết để hoàn thành màn chơi. Nếu người chơi phải đối đầu với các thử thách trong một trật tự cố định, các trò chơi phi tuyến thường sẽ đưa ra nhiều cách tiếp cận để đạt được các mục tiêu đã nêu.
Một trò chơi tuyến tính hơn yêu cầu người chơi hoàn thành các màn chơi theo một trình tự cố định để giành chiến thắng. Khả năng bỏ qua, lặp lại hoặc chọn giữa các màn chơi làm cho loại trò chơi này ít tuyến tính hơn. Super Mario Bros. là một ví dụ cơ bản về điều này, người chơi có thể đi vào các vùng dịch chuyển để bỏ qua nhiều màn chơi trong trò chơi.
Trong một số trò chơi, các màn chơi có thể thay đổi giữa thiết kế tuyến tính và chuyển vùng tự do tùy thuộc vào mục tiêu của màn chơi. Super Mario 64 là một ví dụ, trong đó các màn chơi chính là chuyển vùng tự do, trong khi các màn gặp Bowser thì đi theo đường thẳng đến cuối.

### Thế giới mở và chế độ sandbox
Khi một cấp độ đủ lớn và kết thúc mở, nó có thể được mô tả như một thế giới mở, hoặc "trò chơi sandbox", mặc dù thuật ngữ này thường không được sử dụng chính xác. Các thiết kế trò chơi thế giới mở đã tồn tại ở một số dạng từ thập niên 1980, chẳng hạn như trò chơi giao dịch không gian Elite, và thường sử dụng các môi trường được tạo theo thủ tục.
Trong trò chơi có chế độ sandbox, người chơi có thể tắt hoặc bỏ qua các mục tiêu của trò chơi hoặc có quyền truy cập không giới hạn vào các món đồ. Điều này có thể mở ra những khả năng không nằm trong dự định của nhà thiết kế trò chơi. Chế độ sandbox là một tùy chọn trong các trò chơi hướng đến mục tiêu khác và được phân biệt với các trò chơi kết thúc mở không có mục tiêu, chẳng hạn như SimCity, và Garry's Mod.

## Cốt truyện phân nhánh
Các trò chơi sử dụng câu chuyện tuyến tính là những trò chơi mà người chơi không thể thay đổi mạch truyện hoặc kết thúc của câu chuyện. Nhiều trò chơi điện tử sử dụng cấu trúc tuyến tính, do đó làm cho chúng trông hư cấu. Tuy nhiên, các trò chơi như vậy thường sử dụng tường thuật tương tác, trong đó, người chơi cần tương tác với thứ gì đó trước khi cốt truyện bắt đầu hoặc tường thuật phi tuyến, trong đó, các sự kiện được miêu tả không theo trình tự thời gian . Nhiều trò chơi đưa ra kết thúc sớm nếu người chơi không đạt được mục tiêu, nhưng đây thường chỉ là những gián đoạn trong tiến trình của người chơi chứ không phải là kết thúc thực tế. Ngay cả trong các trò chơi có cốt truyện tuyến tính, người chơi tương tác với thế giới trò chơi bằng cách thực hiện nhiều hành động khác nhau trên đường đi.

### Visual novel
Các cốt truyện phân nhánh là xu hướng phổ biến trong visual novel, một nhánh con của tường thuật tương tác và trò chơi phiêu lưu. Visual novel thường sử dụng nhiều cốt truyện phân nhánh để đạt được nhiều kết thúc khác nhau, cho phép người chơi tự do lựa chọn phi tuyến tính trong suốt quá trình chơi. Các điểm quyết định trong visual novel thường cho người chơi tùy chọn thay đổi tiến trình của các sự kiện trong trò chơi, dẫn đến nhiều kết quả khác nhau có thể xảy ra. Visual novel phổ biến ở Đông Á, đặc biệt là ở Nhật Bản, nơi chúng chiếm gần 70% trò chơi máy tính cá nhân được phát hành ở đó. Một ví dụ được hoan nghênh gần đây là 999: Nine Hours, Nine Persons, Nine Doors, trong game, gần như mọi hành động vàlựa chọn đối thoại đều có thể dẫn đến các đường dẫn và kết thúc phân nhánh hoàn toàn mới. Mỗi con đường chỉ tiết lộ một số khía cạnh nhất định của cốt truyện tổng thể và chỉ sau khi khám phá ra tất cả các con đường và kết quả khác nhau mới có thể có thông qua nhiều màn chơi thì mọi thứ mới kết hợp lại với nhau để tạo thành một câu chuyện được viết chặt chẽ.

### Trò chơi nhập vai
Các cốt truyện phân nhánh cũng thường được sử dụng trong trò chơi điện tử nhập vai (RPG) ở một mức độ nào đó. Một ví dụ ban đầu, được xuất bản vào năm 1999, là trò chơi nhập vai kỳ ảo Might and Magic VII: For Blood and Honor, trong game, người chơi phải lựa chọn giữa Ánh sáng và Bóng tối. Trong khi phe bóng tối muốn phá hủy thế giới Enroth thì phe ánh sáng lại cố gắng cứu lấy nó. Sự lựa chọn xác định cấp độ tướng mà nhân vật người chơi có thể nhận được và các nhiệm vụ họ phải làm trong phần đó của trò chơi. Trước đó trong trò chơi, người chơi đã phải chọn phe trong xung đột ranh giới giữa Yêu tinh và Con người, hoặc giữ thái độ trung lập. Điều này ảnh hưởng đến lá cờ trong Castle Harmondale của họ và một số nhiệm vụ, nhưng không ảnh hưởng đến kết quả cuối cùng.

## Ví dụ ban đầu
Các ví dụ ban đầu (trước năm 1983) về lối chơi phi tuyến tính bao gồm:
- Colossal Cave Adventure (1976)[12]
- Zork (1977/1980)[13]
- MUD1 (1978)[14]
- Akalabeth (1979)[15]
- Star Raiders (1979)[16]
- Superman (1979)[17]
- Temple of Apshai (1979)[18]
- Computer Bismarck (1980)[19]
- Flight Simulator (1979/1980)[20]
- Mystery House (1980)[21]
- The Prisoner (1980)[22]
- Rogue (1980)[23]
- Adventure (1980)[17][24]
- 005 (1981)[25]
- Bosconian (1981)[26]
- Castle Wolfenstein (1981)[27]
- Crush, Crumble and Chomp! (1981)[28]
- Ultima (1981)[29]
- Star Warrior (1981)[30]
- Venture (1981)[17]
- E.T. the Extra-Terrestrial (1982)[17]
- Haunted House (1982)[17]
- The Hobbit (1982)[31]
- Pitfall! (1982)[32]
- Raiders of the Lost Ark (1982)[17]
- Snipes (1982)[33]
- Time Pilot (1982)[34][35]
- Ultima II (1982)[29]